# Emer de Vattel

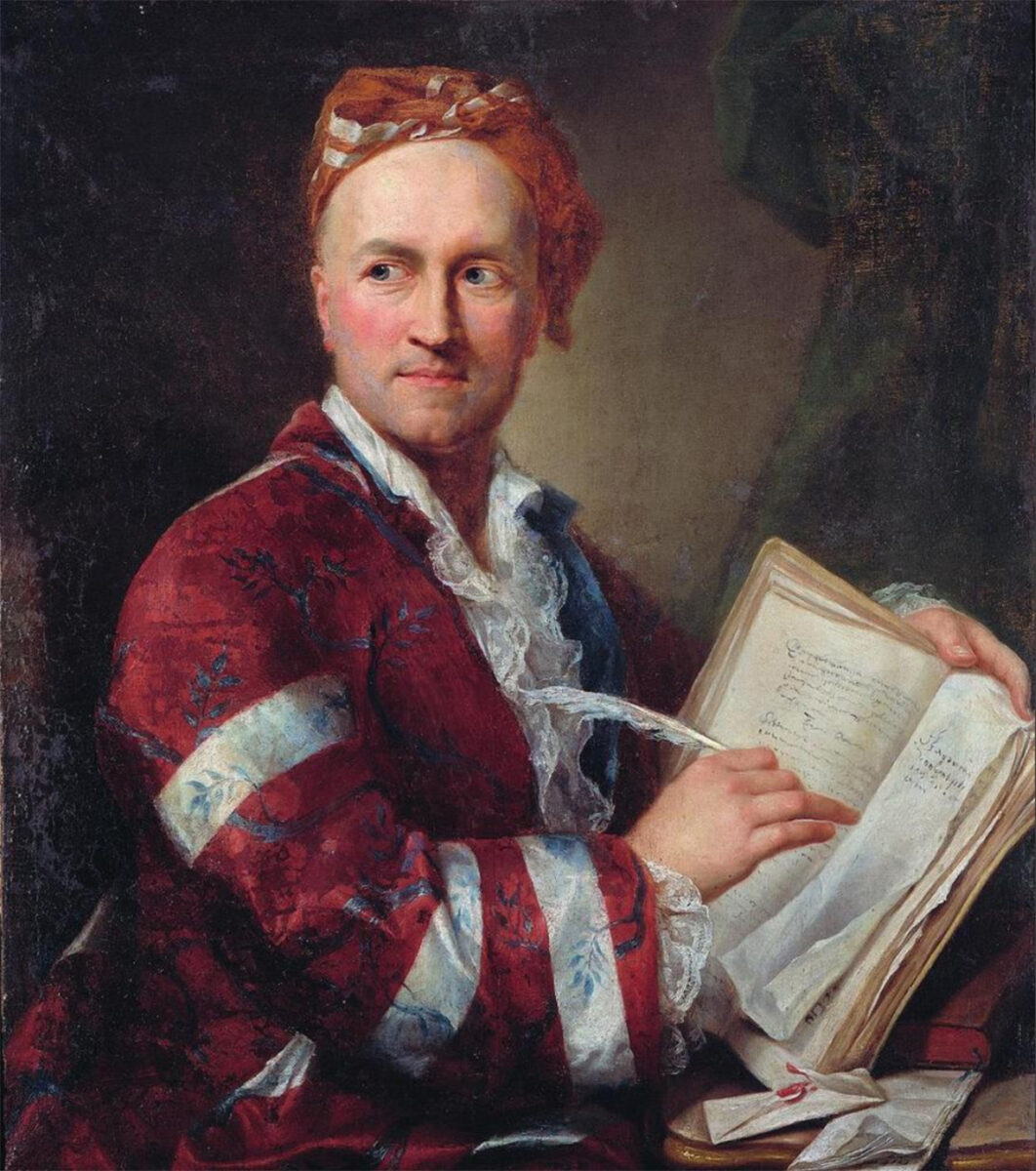
Emer de Vattel

Emer de Vattel (25 de abril de 1714 - 28 de diciembre de 1767), fue un filósofo suizo, diplomático y jurista cuyas teorías sentaron las bases del derecho internacional moderno y la filosofía política. Fue influido en gran parte de su filosofía de Leibniz y Wolff y trató de integrar sus ideas en el sistema jurídico y político. Su obra más famosa fue El Derecho de Gentes y Principios de la Ley Natural aplicados a la conducta y a los asuntos de las naciones y de los Soberanos . Este trabajo fue su salto a la fama y le valió el prestigio suficiente para ser nombrado consejero de la corte del rey Augusto III de Sajonia.

## El Derecho de Gentes

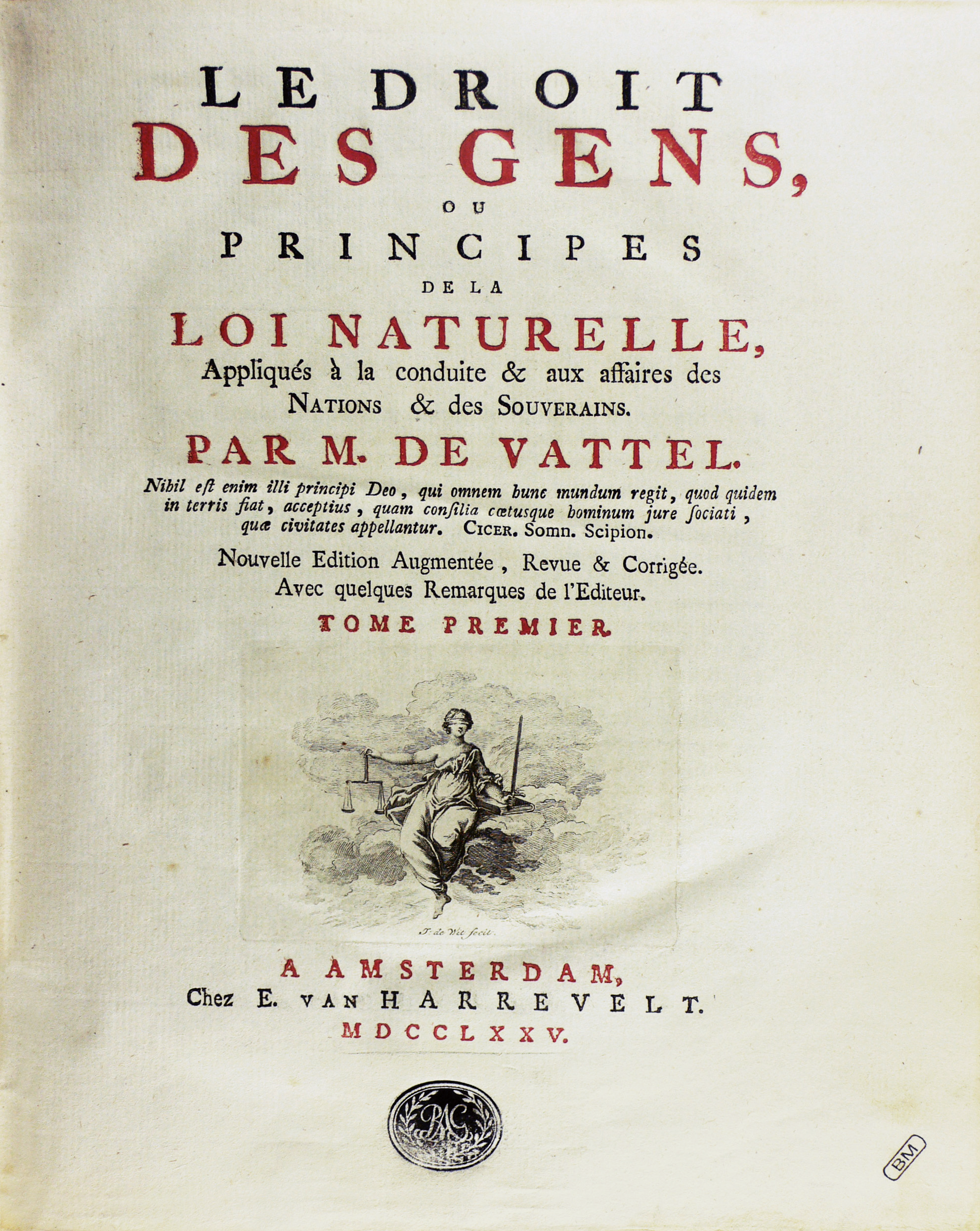
Le droit des gens, 1775.

Fue la obra maestra de Vattel, influenciado en gran medida por un libro titulado La Ley de naciones de acuerdo con el método científico de Christian Wolff. El trabajo de Vattel comenzó, de hecho, mediante la traducción de textos de Wolff del latín, añadiendo a ellos sus propios pensamientos. El trabajo de Vattel también fue fuertemente influenciado por Gottfried Leibniz y Hugo de Grocio. Enfocado principalmente en los derechos y obligaciones de los ciudadanos y los estados, el trabajo de Vattel, también ha tenido consecuencias para la teoría de la guerra justa como lo indica la diplomacia internacional como la conocemos ahora.
En la época la obra El Derecho de Gentes era considerada como un auténtico manual de la diplomacia. 
Algunos preceptos de la obra justifican la invasión europea de otros territorios, basándose en la Ley Natural la cual obligaba al hombre a cultivar la tierra y a la vez permitía la "utilización" de tierras ajenas cuando las propias no fueran suficientes.